# Myrmecaelurus persicus
Myrmecaelurus persicus is een insect uit de familie van de mierenleeuwen (Myrmeleontidae), die tot de orde netvleugeligen (Neuroptera) behoort. 
Myrmecaelurus persicus is voor het eerst wetenschappelijk beschreven door Navás in 1929.